# Hermanus Oortwijn
Hermanus Oortwijn, zich ook noemende Harmannus Oortwijn, (Oude Pekela, 25 oktober 1782 – Groningen, 26 september 1862) was een Nederlands officier der Genie.

## Biografie
Oortwijn was de oudste zoon van de landbouwer en brouwer Jan Oortwijn en Renske Uchtman. Hij trouwde in 1817 in Charleroi met Hiltje Bergsma, dochter van de advocaat Willem Bernardus Bergsma en Lutske (Lucia) Scheltema uit Leeuwarden.
Oortwijn diende van 1802 tot 1810 in het Bataafse en Hollandse leger. Later werd hij kapitein in het Franse leger. In 1815 maakte hij het plan op van de vesting Charleroi. Hij werd ridder in de Militaire Willems-Orde 4e klasse (12 mei 1823 voor het aanleggen van de versterkingen aan de Nederlandse Zuidgrens). In 1839 werd hij kolonel ingenieur en in 1841 werd hijbenoemd tot directeur der fortificatiën in het hertogdom Luxemburg. In datzelfde jaar werd hij als Nederlands generaal-majoor gepensioneerd.
Oortwijn ligt begraven op het kerkhof bij de Nederlands Hervormde kerk in Oude Pekela.